# Buccinanops
Buccinanops is een geslacht van weekdieren uit de klasse van de Gastropoda (slakken).

## Soorten
- Buccinanops cochlidium (Dillwyn, 1817)
- Buccinanops deformis (King, 1832)
- Buccinanops duartei Klappenbach, 1961
- Buccinanops monilifer (Kiener, 1834)
- Buccinanops paytensis (Kiener, 1834)
- Buccinanops uruguayensis (Pilsbry, 1897)